# Parkeerschijf

Belgische parkeerschijf naar Europees model

Nederlands verkeersbord dat de zone aanduidt waar een parkeerschijf moet worden gebruikt

Een parkeerschijf is een platte schijf in een hoesje die gebruikt wordt om aan te duiden hoe laat een auto op een parkeerplaats is gezet. In een parkeerschijfzone (of blauwe zone), waar de parkeertijd begrensd is, kan de toezichthouder zien of de auto er dan al te lang staat of niet.
Een blauwe zone is vaak kenbaar aan de blauwe strepen langs het trottoir.

## Geschiedenis
Parkeerschijven zijn het eerst toegepast in Parijs in 1957.
De oudste parkeerschijven waren van dun karton. Ze bestonden uit een hoes met venstertjes waarin een ronde schijf gedraaid kon worden.
Aanvankelijk waren er verschillende modellen per land.
In principe was het mogelijk een buitenlandse parkeerschijf te gebruiken; het was zelfs mogelijk een geschreven papiertje neer te leggen. Het gaat er immers om dat men leesbaar aangeeft op welk moment de auto geparkeerd werd. In de praktijk werd dit echter niet toegestaan omdat de controle lastiger werd. Hoewel slechts tot en met 2017 expliciet in de wet was vastgelegd dat modellen uit andere EU-lidstaten en sommige niet-lidstaten ook in Nederland geldig zijn, mag op basis van jurisprudentie worden aangenomen dat dit ook daarna nog het geval is .
- Een Franse parkeerschijf had een venstertje voor de aankomsttijd en voor de uiterste vertrektijd. De maximale duur van het parkeren was overal gelijk.
- Een Nederlandse schijf had meerdere venstertjes waarin de uiterste vertrektijd werd aangegeven. De maximale duur werd op borden vermeld. Vaak stond op de schijf reclame van een bedrijf dat de schijf verstrekte.
- Tegenwoordig is er een internationaal gestandaardiseerd Europees model dat op veel plaatsen verkrijgbaar is. Een voorbeeld van het ontwerp hiervan wordt in de rechterkolom getoond. De voorzijde van de Europese parkeerschijf mag geen reclame bevatten, er mag geen hoesje rond, ze moet 'uur van aankomst' aangeven en de aangegeven tijd moet in halve uren aangeduid staan, andere onderverdelingen zijn verboden (en strafbaar).[3]

- In Denemarken hebben veel auto's een doorzichtige parkeerschijf die op de voorruit is geplakt.

## Gebruik
Bij het parkeren wordt de pijl van de parkeerschijf gezet op het streepje dat volgt op het tijdstip van aankomst. Als bijvoorbeeld geparkeerd wordt om 9:05 uur, dan wordt de parkeerschijf op 9:30 uur gezet. De parkeerschijf wordt achter de voorruit aangebracht, bij voorkeur aan de kant van het trottoir.
Men is in overtreding als het voertuig er staat op een tijd die te lang na de ingestelde tijd ligt (men parkeert te lang). Men is ook in overtreding als het voertuig er staat op een tijd die, afgezien van toegestane afronding, ligt vóór de ingestelde tijd (men heeft de schijf niet juist ingesteld, waardoor niet te controleren is of men niet te lang parkeert). Het is ook niet toegestaan de parkeerschijf tussentijds te verstellen zonder eerst weer aan het rijdende verkeer deel te nemen.
Het gebruik van parkeerschijven met een geactiveerd klokmechanisme is verboden in Nederland. 
In 2006 zijn er automatische parkeerschijven op de markt gekomen. Deze hebben een ingebouwde klok en hoeven niet meer op de tijd van parkeren te worden ingesteld. De verkoop van de elektronische parkeerschijven is niet verboden, omdat het klokmechanisme aan- en uitgezet kan worden.. Men kan echter gemakkelijk frauderen door de klok te laten doorlopen. De boete als dit wordt ontdekt (€ 240) is hoger dan die voor te lang parkeren, omdat aannemelijk is dat men de schijf speciaal aanschaft en gebruikt om te frauderen.